# OpenOffice.org Writer
Apache OpenOffice Writer（アパッチ オープンオフィス ライター）は、Apache OpenOfficeにおける文書作成機能のコンポーネントである。呼称として Writer（ライター）が用いられることがある。

## 機能

### 特徴
- ズームスライダ

ステータスバー右端についているスライダのこと。スライダを動かすことで視覚的に表示倍率を変更することができる機能である。

### 主要機能
Apache OpenOffice Writer は日本語に対応したワードプロセッサとして以下のような機能を備える。
- 縦書き
主に日本や中国などの縦書き文化を有する言語のテキスト向けに、文字を縦に表示する機能。
- ルビ機能
ふりがなを振ることができる。ただし、前述の縦書き機能と同時に利用すると、文字が左にはみ出てしまうという問題がある。
- スタイルと書式設定
あらかじめ段落や文字列内の書式設定などを、登録し、一律で変更することができる機能。
Writer においては、以下の部位のスタイルを登録できる。
  - 段落
  - 文字
  - 枠
  - ページ
  - リスト
- 図形
ドロー図形を扱う機能。Microsoft Officeでオートシェイプと呼ばれているものと同様の機能である。Apache OpenOfficeにはあらかじめ113個の図形が登録されており、簡単に挿入することができる。
- 表機能、罫線
- ドキュメントのPDFへのエクスポート機能

## バージョンアップ履歴
| バージョン | リリース年月日                                       | |
| ---------- | ---------------------------------------------------- | --- |
| 1.0        | 2002年5月1日（英語版）                               | |
| 1.1        | 2003年9月2日（英語版）/10月9日（日本語版）           | |
| 1.1.1      | 2004年3月30日（英語版）/5月21日（日本語版）          | |
| 1.1.2      | 2004年6月21日（日本語版）                            | |
| 1.1.3      | 2004年10月4日（英語版）/10月27日（日本語版）         | |
| 1.1.4      | 2004年12月22日（英語版）/2005年1月17日（日本語版）   | |
| 1.1.5      |                                                      | |
| 2.0        | 2005年10月20日（英語版）/10月27日（日本語版）        | デフォルトで保存するフォーマットが OpenDocument 形式へと変更された。 |
| 2.0.1      | 2006年1月7日（日本語版）                             | |
| 2.0.2      | 2006年2月27日（英語版）/4月3日（日本語版）           | スペルチェック辞書が統合された。 Linux 版において、太字および斜体のフォントデータを内包していないフォントに太字、斜体効果をかけられるようになった。 |
| 2.0.3      | 2006年6月30日（英語版）/7月18日（日本語版）          | PDF出力時の詳細設定を行う機能の追加が行われた。 |
| 2.0.4      | 2006年10月13日（英語版）/11月2日（日本語版）         | |
| 2.1        | 2006年12月12日（英語版）/2007年1月5日（日本語版）    | |
| 2.2        | 2007年3月29日（英語版）/5月8日（日本語版）           | |
| 2.2.1      | 2007年6月12日（英語版）/7月12日（日本語版）          | 悪意のあるRTF形式のファイルを開いた場合に任意のプログラムが実行される脆弱性を初めとした複数の脆弱性が修正された。 |
| 2.3        | 2007年9月18日（英語版）/10月4日（日本語版）          | |
| 2.3.1      | 2007年12月3日（英語版）/12月5日（日本語版）          | |
| 2.4        | 2008年3月27日（英語版）/4月2日（日本語版）           | PDF/A に準拠したPDFを作成できるようになった。 |
| 2.4.1      | 2008年6月10日（英語版）/6月21日（日本語版）          | 脆弱性やバグの修正が行われた。 |
| 2.4.2      | 2008年10月29日（英語版）/12月4日（日本語版）         | 特殊な WMF/EMF データを内包した文書を開く際にバッファオーバーフローが発生する脆弱性や不具合などの修正が行われた。 |
| 3.0        | 2008年10月13日（英語版/日本語版）                    | アイコンやツールバーの外見を一新した。ズームスライダ機能が新たに加わった。ODF 1.2 に対応した。 Microsoft Word 2007/2008 の新しい文書形式 (*.docx) に対応。また、このバージョンから Mac OS X にネイティブ (Cocoa) 対応した。 |
| 3.0.1      | 2009年1月27日（英語版）/2月15日・2月19日（日本語版） | 脆弱性等の修正が行われた。 |
| 3.1        | 2009年5月7日（英語版/日本語版）                      | Windows 上の Microsoft IME や、 ATOK などの日本語入力システム上で、再変換機能を利用できるようになった。 上線を表示できるようになった。他人の書いたノートに返信をすることが可能となった。文字を半透明でドラッグすることができるようになった。また、 OpenOffice.org 全体で、図形に対してアンチエイリアス効果を利用できるようになった。 |